# Troy Duffy

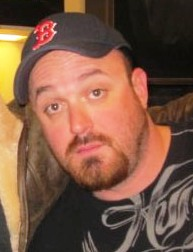
Troy Duffy

Troy Duffy (* 8. Juni 1971 in Hartford, Connecticut) ist ein US-amerikanischer Regisseur, Schauspieler und Musiker. Sein Bruder ist Taylor Duffy.

## Leben
In den 90er Jahren zog Duffy nach Los Angeles, um eine Musikkarriere mit seiner Band The Brood zu starten. Während der Suche nach Auftritten nahm er eine Arbeit in einer lokalen Bar auf, wo er während der Pausen das Script für den Film Der blutige Pfad Gottes schrieb. Zu dem Drehbuch inspiriert wurde er durch einen Vorfall im Flur seines Apartments: Drogendealer nahmen Geld von einer Leiche an sich. Der zweite Teil erschien 2009 in den USA und war im Gegensatz zu seinem Vorgänger auch in diversen Kinos zu sehen.
Die Dokumentation Overnight (2003) von Tony Montana und Mark Brian Smith zeigt den Aufstieg und Fall des Filmemachers Troy Duffy.

## Filmografie

### Regisseur & Drehbuchautor
- 1999: Der blutige Pfad Gottes (The Boondock Saints)
- 2009: Der blutige Pfad Gottes 2 (The Boondock Saints 2: All Saints Day)
- 2020: Guest House (nur Drehbuch)

### Schauspieler
- 1998: Conversations in Limbo
- 1999: Captain Jackson (Fernsehserie)
- 1999: Der blutige Pfad Gottes (The Boondock Saints)
- 2008: Official Rejection